# Rodrigo Ruiz Díaz
Rodrigo Ruiz Díaz Molinas (San Juan Nepomuceno, Caazapá, Paraguay, 15 de enero de 1999) es un futbolista paraguayo que juega como delantero y su equipo actual es Club Sportivo 2 de Mayo de la Primera División de Paraguay.

## Trayectoria
Realizó las categorías formativas en Sol de América. Hizo su debut oficial el 5 de febrero de 2017 contra Independiente FBC en la Primera División de Paraguay.
En el verano de 2021, se trasladó a Resistencia. En julio de 2022, se unió a Guabirá de la Primera División de Bolivia.
En el verano de 2023, regresó a Resistencia.
El 9 de enero de 2024, fue anunciado por Técnico Universitario de la Serie A de Ecuador, como nuevo jugador para la temporada 2024.

## Selección nacional

### Categorías inferiores
Fue internacional con la selección sub-20 de Paraguay con la que participó en el Sudamericano Sub-20 de 2019 en Chile. En ese torneo, el equipo no logró avanzar más allá de la primera fase. Durante la competición, el futbolista jugó 3 partidos sin anotar goles.

#### Participaciones en Sudamericanos
| Campeonato                  | Sede  | Resultado    | Partidos | Goles |
| --------------------------- | ----- | ------------ | -------- | ----- |
| Sudamericano Sub-20 de 2019 | Chile | Primera fase | 3        | 0     |

## Estadísticas

### Clubes
Actualizado al último partido disputado el 31 de mayo de 2024.
| Club                            | Div.          | Temporada     | Liga  | Liga  | Copas nacionales | Copas nacionales | Copas internacionales | Copas internacionales | Total | Total |
| Club                            | Div.          | Temporada     | Part. | Goles | Part.            | Goles            | Part.                 | Goles                 | Part. | Goles |
| ------------------------------- | ------------- | ------------- | ----- | ----- | ---------------- | ---------------- | --------------------- | --------------------- | ----- | ----- |
| Sol de América Paraguay         | 1.ª           | 2017          | 15    | 2     | —                | —                | 1                     | 0                     | 16    | 2     |
| Sol de América Paraguay         | 1.ª           | 2018          | 28    | 4     | —                | —                | 1                     | 0                     | 29    | 4     |
| Sol de América Paraguay         | 1.ª           | 2019          | 22    | 1     | —                | —                | 3                     | 0                     | 25    | 1     |
| Sol de América Paraguay         | 1.ª           | 2020          | 4     | 0     | —                | —                | —                     | —                     | 4     | 0     |
| Sol de América Paraguay         | 1.ª           | 2021          | 1     | 0     | —                | —                | —                     | —                     | 1     | 0     |
| Sol de América Paraguay         | Total club    | Total club    | 70    | 7     | 0                | 0                | 5                     | 0                     | 75    | 7     |
| Resistencia Paraguay            | 1.ª           | 2022          | 15    | 2     | —                | —                | —                     | —                     | 15    | 2     |
| Guabirá · Bolivia               | 1.ª           | 2022          | 23    | 7     | —                | —                | —                     | —                     | 23    | 7     |
| Guabirá · Bolivia               | 1.ª           | 2023          | 15    | 2     | 1                | 0                | 1                     | 0                     | 17    | 2     |
| Guabirá · Bolivia               | Total club    | Total club    | 38    | 9     | 1                | 0                | 1                     | 0                     | 30    | 9     |
| Resistencia Paraguay            | 1.ª           | 2023          | 15    | 5     | —                | —                | —                     | —                     | 15    | 5     |
| Resistencia Paraguay            | Total club    | Total club    | 30    | 7     | 0                | 0                | 0                     | 0                     | 30    | 7     |
| Técnico Universitario · Ecuador | 1.ª           | 2024          | 14    | 1     | —                | —                | 1                     | 0                     | 15    | 1     |
| Técnico Universitario · Ecuador | Total club    | Total club    | 14    | 1     | 0                | 0                | 1                     | 0                     | 15    | 1     |
| Total carrera                   | Total carrera | Total carrera | 152   | 24    | 1                | 0                | 7                     | 0                     | 160   | 24    |
| 1. 2.                           |               |               |       |       |                  |                  |                       |                       |       |       |